# Jim Backus
Pour les articles homonymes, voir Backus.
Jim Backus est un acteur et scénariste américain né le 25 février 1913 à Cleveland (Ohio) et mort le 3 juillet 1989 à Los Angeles (Californie) d'une pneumonie.

## Biographie
James Gilmore Backus entre l'institut militaire du Kentucky le 18 septembre 1928, en même temps que Victor John Mature, dans le corps des cadets(p95). Il est expulsé avant d'être diplômé pour avoir chevauché dans le hall du mess(p97).
Il débute dans des troupes de répertoire et vaudeville. Il n'est venu au cinéma qu'après quinze ans d'intense activité radiophonique à New York, où il a participé à des milliers d'émissions (jusqu'à quatorze dans la même semaine). Débuts à l'écran en 1949.
Il est l'auteur de deux livres : On the Roof et Back to Backus.

## Filmographie

### Comme acteur
- 1948 : La Lampe d'Aladin (A-Lad-In His Lamp) de Robert McKimson : Genie (voix)
- 1949 : One Last Fling : Howard Pritchard
- 1949 : Ragtime Bear : Mr. Magoo (voix)
- 1949 : Father Was a Fullback de  John M. Stahl : Professor Sullivan
- 1949 : La Vie facile (Easy Living) de Jacques Tourneur : Dr. Franklin
- 1949 : Don Juan de l'Atlantique (The Great Lover) d'  Alexander Hall : Higgins
- 1949 : A Dangerous Profession (en) de Ted Tetzlaff : Police Lt. Nick Ferrone / Narrator
- 1949 : Hollywood House (série TV) : Regular
- 1950 : Spellbound Hound de Pete Burness et John Hubley : Mr. Magoo (voix)
- 1950 : Ma and Pa Kettle Go to Town de Charles Lamont : Joseph 'Little Joe' Rogers
- 1950 : Customs Agent de Seymour Friedman : Shanghai Chief Agent Thomas Jacoby
- 1950 : Trouble Indemnity (de) de Pete Burness : Mr. Magoo (voix)
- 1950 : Emergency Wedding (en) d'Edward Buzzell : Ed Hamley
- 1950 : The Killer That Stalked New York d'Earl McEvoy : Willie Dennis
- 1950 : Bungled Bungalow : Mr. Magoo (voix)
- 1951 : Barefaced Flatfoot : Mr. Magoo (voix)
- 1951 : Madame sort à minuit (Half Angel) de Richard Sale : Michael Hogan
- 1951 : Hollywood Story (en) de William Castle : Mitch Davis
- 1951 : M de Joseph Losey : The Mayor
- 1951 : La Nouvelle Aurore (Bright Victory) de Mark Robson : Bill Grayson
- 1951 : Iron Man de Joseph Pevney : Max Watkins
- 1951 : Fini de rire (His kind of woman) de John Farrow et Richard Fleischer : Myron Winton
- 1951 : Fuddy Duddy Buddy : Mr. Magoo (voix)
- 1951 : The Man with a Cloak de Fletcher Markle : Flaherty
- 1951 : La Femme de mes rêves (I'll See You in My Dreams), de Michael Curtiz : Sam Harris
- 1951 : Grizzly Golfer : Mr. Magoo (voix)
- 1951 : Face à l'orage (I Want You) de Mark Robson : Harvey Landrum
- 1952 : Sloppy Jalopy : Mr. Magoo (voix)
- 1952 : Here Come the Nelsons de Frederick de Cordova : Joe Randolph
- 1952 : Bas les masques (Deadline - U.S.A.) de Richard Brooks : Jim Cleary
- 1952 : The Dog Snatcher : Mr. Magoo (voix)
- 1952 : Mademoiselle gagne tout (Pat and Mike) de George Cukor : Charles Barry
- 1952 : Troublez-moi ce soir (Don't Bother to Knock) de Roy Baker : Peter Jones
- 1952 : Pink and Blue Blues : Mr. Magoo (voix)
- 1952 : The Rose Bowl Story de William Beaudine : Michael 'Iron Mike' Burke
- 1952 : Hotsy Footsy : Mr. Magoo (voix)
- 1952 : Le Grand Secret (Above and Beyond), de Melvin Frank et Norman Panama : Gen. Curtis E. LeMay
- 1952 : Un si doux visage (Angel Face) d'Otto Preminger : Dist. Atty. Judson
- 1952 : Captains Outrageous : Mr. Magoo (voix)
- 1952 : Androclès et le Lion (Androcles and the Lion) de Chester Erskine : Centurion
- 1953 : Cupidon photographe (I Love Melvin) de Don Weis : Mergo
- 1953 : Safety Spin : Mr. Magoo (voix)
- 1953 : Magoo's Masterpiece : Mr. Magoo (voix)
- 1953 : Magoo Slept Here : Mr. Magoo (voix)
- 1953 : Geraldine de R. G. Springsteen : Jason Ambrose
- 1954 : When Magoo Flew de Pete Burness : Mr. Magoo (voix)
- 1954 : Magoo Goes Skiing : Mr. Magoo (voix)
- 1954 : Kangaroo Courting : Mr. Magoo (voix)
- 1954 : Deep in My Heart de Stanley Donen : Ben Judson
- 1954 : Destination Magoo : Mr. Magoo (voix)
- 1955 : Magoo's Check Up : Mr. Magoo (voix)
- 1955 : Magoo Express : Mr. Magoo (voix)
- 1955 : Madcap Magoo : Mr. Magoo (voix)
- 1955 : Francis in the Navy d'Arthur Lubin : Cmdr. E.T. Hutch
- 1955 : Stage Door Magoo : Mr. Magoo (voix)
- 1955 : La Fureur de vivre (Rebel Without a Cause) de Nicholas Ray : Frank Stark
- 1955 : Magoo Makes News : Mr. Magoo (voix)
- 1955 : The Square Jungle de Jerry Hopper : Pat Quaid
- 1956 : Magoo's Canine Mutiny : Mr. Magoo (voix)
- 1956 : Meet Me in Las Vegas : Tom Culdane
- 1956 : Magoo Goes West : Mr. Magoo (voix)
- 1956 : Calling Dr. Magoo : Mr. Magoo (voix)
- 1956 : Les Collines nues (The Naked Hills) de Josef Shaftel (en) : Willis Haver
- 1956 : Magoo Beats the Heat : Mr. Magoo (voix)
- 1956 : Magoo's Puddle Jumper : Mr. Magoo (voix)
- 1956 : Feuilles d'automne (Autumn Leaves) : Voice of Mr. Magoo in Film Clip
- 1956 : Trailblazer Magoo : Mr. Magoo (voix)
- 1956 : Magoo's Problem Child : Mr. Magoo (voix)
- 1956 : The Opposite Sex de David Miller : Psychiatrist
- 1956 : The Girl He Left Behind de David Miller : Sgt. Hanna
- 1956 : L'Extravagante Héritière (You Can't Run Away from It) de Dick Powell : Danker
- 1956 : Meet Mother Magoo : Mr. Magoo (voix)
- 1956 : The Great Man de Aaron Rosenberg : Nick Cellantano
- 1957 : L'Homme aux mille visages (Man of a Thousand Faces) de Joseph Pevney : Clarence Locan
- 1957 : Picnics Are Fun : Mr. Magoo (voix)
- 1957 : Affaire ultra-secrète (Top Secret Affair) de H. C. Potter : Col. Homer W. Gooch
- 1957 : Magoo Goes Overboard : Mr. Magoo (voix)
- 1957 : Matador Magoo : Mr. Magoo (voix)
- 1957 : Magoo Breaks Par : Mr. Magoo (voix)
- 1957 : Magoo's Glorious Fourth : Mr. Magoo (voix)
- 1957 : Magoo's Masquerade : Mr. Magoo (voix)
- 1957 : Magoo's Cruise : Mr. Magoo (voix)
- 1957 : Magoo Saves the Bank : Mr. Magoo (voix)
- 1957 : Rock Hound Magoo : Mr. Magoo (voix)
- 1957 : Eighteen and Anxious : Harvey Graham
- 1957 : Magoo's Moose Hunt : Mr. Magoo (voix)
- 1957 : Magoo's Mouse Hunt : Mr. Magoo (voix)
- 1957 : Magoo's Private War : Mr. Magoo (voix)
- 1957 : The Pied Piper of Hamelin (TV) : King's Emissary
- 1958 : Magoo's Young Manhood : Mr. Magoo (voix)
- 1958 : Scoutmaster Magoo : Mr. Magoo (voix)
- 1958 : The Explosive Mr. Magoo : Mr. Magoo (voix)
- 1958 : The High Cost of Loving de José Ferrer : Paul Mason
- 1958 : Magoo's Three-Point Landing : Mr. Magoo (voix)
- 1958 : Love Comes to Magoo : Mr. Magoo (voix)
- 1958 : Gumshoe Magoo : Mr. Magoo (voix)
- 1958 : Macabre (en) de William Castle : Jim Tyloe
- 1958 : L'Amour coûte cher (High cost of Loving) de José Ferrer
- 1959 : Le Témoin doit être assassiné (The Big Operator) de Charles F. Haas : Cliff Heldon
- 1959 : Bwana Magoo : Mr. Magoo (voix)
- 1959 : Magoo's Homecoming : Mr. Magoo (voix)
- 1959 : Merry Minstrel Magoo : Mr. Magoo (voix)
- 1959 : Magoo's Lodge Brother : Mr. Magoo (voix)
- 1959 : Une fille très avertie (Ask Any Girl) de Charles Walters : Maxwell
- 1959 : Le Bagarreur solitaire (The Wild and the Innocent) de Jack Sher : Cecil Forbes
- 1959 : Terror Faces Magoo : Mr.. Magoo (voix)
- 1959 : Les Déchaînés (A Private's Affair) de Raoul Walsh : Jim Gordon
- 1959 : Les Aventures d'Aladin (1001 Arabian Nights) de Jack Kinney : Uncle Abdul Azziz Magoo (voix)
- 1960 : Les Aventuriers (Ice Palace) de Vincent Sherman : Dave Husack
- 1960 : The Bugs Bunny Show (série TV) : Smoky the Genie (voix)
- 1960 : The Jim Backus Show (en) (série TV) : Mike O'Toole (1960)
- 1960 : Les Incorruptibles (série télévisée),  Témoin clé
- 1961 : Le Zinzin d'Hollywood (The Errand Boy) de Jerry Lewis : Voice of Mr. Arbutt
- 1962 : La Guerre en dentelles (The Horizontal Lieutenant) de Richard Thorpe : Jeremiah Hammerslag
- 1962 : Garçonnière pour 4 (Boys' Night Out) de Michael Gordon : Peter Bowers
- 1962 : Zotz! de William Castle : Prof. Horatio Kellgore
- 1962 : Les Amours enchantées (The Wonderful World of the Brothers Grimm) de George Pal : The King ('The Dancing Princess')
- 1962 : Mister Magoo's Christmas Carol (en) (TV) : Ebenezer Scrooge / Mr. Magoo (voix)
- 1963 : Operation Bikini (en) de Anthony Carras : Bosun's Mate Ed Fennelly
- 1963 : Mes six amours et mon chien (My Six Loves) de Gower Champion : Sheriff
- 1963 : Ma femme est sans critique (Critic's Choice) de Don Weis: Dr William Von Hagedorn
- 1963 : Johnny Cool de William Asher : Louis Murphy
- 1963 : Un monde fou, fou, fou, fou (It's a Mad Mad Mad Mad World) de Stanley Kramer : Tyler Fitzgerald
- 1963 : Un dimanche à New York (Sunday in New York) de Peter Tewksbury : Chef Pilot Drysdale
- 1963 : The Wheeler Dealers d'Arthur Hiller : Bullard Bear
- 1964 : Le Bataillon des lâches (Advance to the Rear) de George Marshall : Gen. Willoughby
- 1964 : L'Île aux naufragés (Gilligan's Island: Marooned) (TV) : Thurston Howell III
- 1964 : Famous Adventures of Mr. Magoo (en) (série TV) : Mr. Magoo (voix)
- 1965 : L’Encombrant Monsieur John (John Goldfarb, Please Come Home) de J. Lee Thompson : Miles Whitepaper (chef du secteur du Moyent-Orient)
- 1965 : Fluffy (en) d'Earl Bellamy : Sergeant
- 1965 : Billie (en) de   Don Weis : Howard G. Carol
- 1966 : Continental Showcase (série TV) : Host
- 1967 : Que vienne la nuit (Hurry Sundown) d'Otto Preminger : Carter Sillens
- 1967 : Damn Yankees! (TV) : Benny Van Buren
- 1968 : Que faisiez-vous quand les lumières se sont éteintes ? (Where Were You When the Lights Went Out ?), de Hy Averback : Tru-Blue Lou
- 1968 : The Bugs Bunny/Road Runner Hour (série TV) : Smoky the Genie (voix)
- 1968 : The Fabulous Shorts (TV) : Host
- 1968 : Blondie (en) (série TV) : Mr. Dithers (1968-1969)
- 1968 : Les Mystères de l'Ouest (The Wild Wild West), (série TV) - Saison 4 épisode 17, La Nuit du Trésor (The Night of the Sabatini Death), de Charles R. Rondeau : Fabian Swanson
- 1969 : Hello Down There de Jack Arnold : T.R. Hollister
- 1969 : Wake Me When the War Is Over (TV) : Colonel
- 1970 : Cockeyed Cowboys of Calico County (en) d'Anton Leader (de) et Ranald MacDougall : Staunch
- 1970 : Myra Breckinridge de Michael Sarne (en) : Doctor
- 1970 : Uncle Sam Magoo (TV) : Mr. Magoo (voix)
- 1972 : Pas vu, pas pris (Now You See Him, Now You Don't) de Robert Butler : Timothy Forsythe
- 1972 : Of Thee I Sing (TV) : French Ambassador
- 1972 : Getting Away from It All (TV) : Mike Lorimar
- 1972 : Magic Carpet (TV) : George Benson
- 1973 : The Girl Most Likely to... (en) (TV) : Prof. David Tilson
- 1973 : Miracle on 34th Street (TV) : Horace Shellhammer
- 1974 : The New Adventures of Gilligan (série TV) : Thurston Howell III (voix)
- 1974 : Yes Virginia, There Is a Santa Claus (TV) : Narrator
- 1975 : Friday Foster (en) d'Arthur Marks : Enos Griffith
- 1975 : Crazy Mama de Jonathan Demme : Mr. Albertson
- 1975 : Cop on the Beat (TV) : Jake Mandel
- 1976 : The Amazing Cosmic Awareness of Duffy Moon (TV) : Dr. Flamel
- 1977 : The Magic Pony
- 1977 : Peter et Elliott le dragon (Pete's Dragon) de Don Chaffey : The Mayor
- 1977 : Never Con a Killer (TV) : Stanley Bunch
- 1977 : What's New, Mr. Magoo? (en) (série TV) : Mr. Magoo (voix)
- 1978 : Le Commando des tigres noirs (Good Guys Wear Black) de Ted Post : Doorman
- 1978 : The Gift of the Magi (TV)
- 1978 : Rescue from Gilligan's Island (en) (TV) : Thurston Howell III
- 1979 : Brigade des anges (Angels' Brigade) de Greydon Clark : Cmdr. Lindsey March
- 1979 : C.H.O.M.P.S. de Don Chaffey : Mr. Gibbs
- 1979 : The Gossip Columnist (TV)
- 1979 : The Rebels (en) (TV) : John Hancock
- 1979 : The Castaways on Gilligan's Island (en) (TV) : Thurston Howell III
- 1980 : There Goes the Bride de Terry Marcel (en) : Mr. Perkins
- 1981 : The Harlem Globetrotters on Gilligan's Island (en) (TV) : Thurston Howell III
- 1982 : Slapstick (Of Another Kind) de Steven Paul (en) : President of the U.S.
- 1982 : Gilligan's Planet (série TV) : Thurston Howell III (voix)
- 1984 : The Enchanted Journey (en) d'Hideo Nishimaki : Gamun (voix)
- 1985 : Prince Jack (en) de Bert Lovitt : Dealy
- 1986 : The Bugs Bunny and Tweety Show (série TV) : Smoky the Genie (voix)
- 1990 : Merrie Melodies: Starring Bugs Bunny and Friends (série TV) : Smoky the Genie (voix)

### comme scénariste
- 1971 : Mooch Goes to Hollywood (en)

## Commentaires
« Chacun sait qu'il prête sa voix à Mister Magoo; et si ses interprétations dépassent rarement l'honnête moyenne qu'on est en droit d'attendre d'un acteur de second plan, il y a par contre du génie dans le monologue ininterrompu fait de grommellements, d'interjections saugrenues et de coq-à-l'âne, qui sert de langage au célèbre myope des dessins animés »

## Citations
« Beaucoup d'hommes doivent leur succès à leur première épouse, et leur deuxième épouse à leur succès ».